# Village of Four Seasons
Village of Four Seasons é uma vila localizada no estado americano de Missouri, no Condado de Camden.

## Demografia
Segundo o censo americano de 2000, a sua população era de 1493 habitantes.
Em 2006, foi estimada uma população de 1608, um aumento de 115 (7.7%).

## Geografia
De acordo com o United States Census Bureau tem uma área de
11,8 km², dos quais 11,6 km² cobertos por terra e 0,2 km² cobertos por água.

## Localidades na vizinhança
O diagrama seguinte representa as localidades num raio de 12 km ao redor de Village of Four Seasons.